# Immenthal (Günzach)
Immenthal ist ein Ortsteil der Gemeinde Günzach im schwäbischen Landkreis Ostallgäu.

## Geografie
Das Kirchdorf Immenthal liegt circa drei Kilometer westlich von Günzach.

## Geschichte
Immenthal wird erstmals 1394 als Ymental genannt. In dem Dorf befand sich eine Hauptmannschaft des Pflegeamtes Liebenthann, 1808 entstand schließlich die Gemeinde Immenthal. 1976 wurde sie in Günzach umbenannt, nachdem sich der frühere Ortsteil dank Bahnhof und Industrie zum deutlich größeren Hauptort entwickelt hatte.
Im Jahr 1526 werden 22 Haushalte verzeichnet, 1714 und 1809 sind es 27 Häuser.

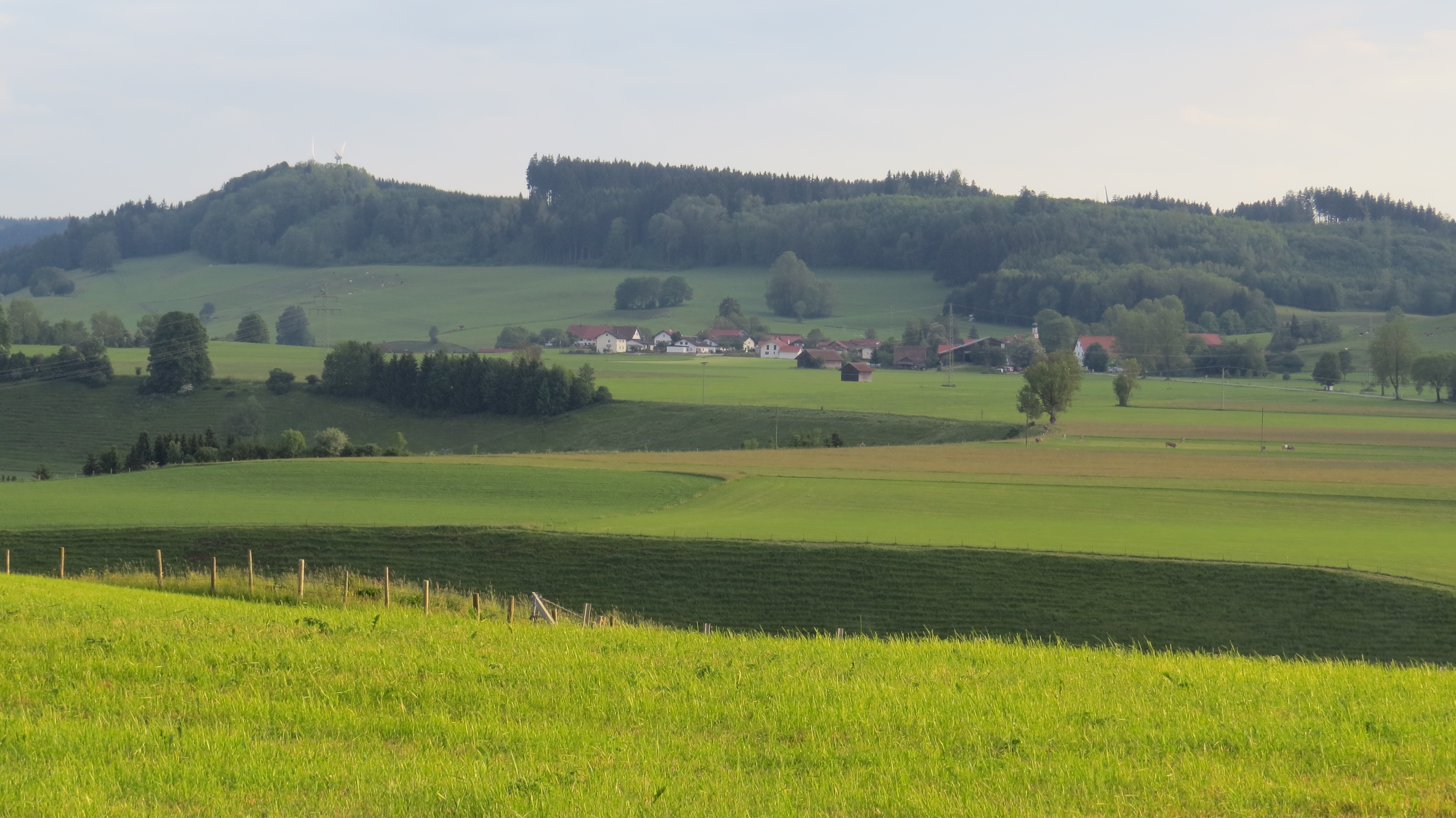
Immenthal von Osten – Blick vom Obergünzburger Salachweg (2014)

## Sehenswürdigkeiten
In dem Kirchdorf befindet sich die um 1450 erbaute Filialkirche St. Wolfgang, die 1781 barockisiert wurde.
Siehe auch: Liste der Baudenkmäler in Immenthal

## Wirtschaft
2016 wurde nördlich von Immenthal an der St 2055 (frühere B 12) ergänzend zum Gewerbegebiet auf Obergünzburger Flur der Gewerbepark Immenthal durch die Gemeinde Günzach ausgewiesen.

## Persönlichkeiten
- Georg Gerle (um 1520–1591), Lautenmacher